# جستين كارتر
جستين كارتر (بالإنجليزية: Justin Carter)‏ مواليد 21 أبريل 1987 في غايثرسبيرغ، هو لاعب كرة سلة أمريكي. بدأ مسيرته الاحترافية في سنة 2010. يحمل الرقم 23. يبلغ طوله 6 قدم 4 بوصة (1.9 م).

## المسيرة الاحترافية
لعب مع أوشاك سبورتيف في الدوري التركي من سنة 2012 إلى 2014، ثم لعب مع غلطة سراي لكرة السلة في سنة 2015، ثم لعب مع نادي كارشياكا لكرة السلة في موسم 2015–2016، ثم لعب مع غوانغدونغ ساوثرن تايغرز في الدوري الصيني في سنة 2016، ثم لعب مع خيمكي في الدوري الروسي في سنة 2016.

## إحصائيات المسيرة

### الدوري الأوروبي
| السنة   | الفريق               | لعب | بدأ | دقيقة | ميداني% | ثلاثية | حرة  | ارتداد | صنع | استلاب | تصدي | نقطة | أداء |
| ------- | -------------------- | --- | --- | ----- | ------- | ------ | ---- | ------ | --- | ------ | ---- | ---- | ---- |
| 2014–15 | غلطة سراي لكرة السلة | 14  | 6   | 25.7  | .436    | .290   | .694 | 4.3    | 2.6 | .7     | .5   | 8.3  | 12.5 |
| المسيرة |                      | 14  | 6   | 25.7  | .436    | .290   | .694 | 4.3    | 2.6 | .7     | .5   | 8.3  | 12.5 |

## روابط خارجية
- جستين كارتر على موقع الدوري الأوروبي لكرة السلة (الإنجليزية)
- جستين كارتر على موقع كرة السلة الأوروبية.كوم (الإنجليزية)
- جستين كارتر على موقع كلية كرة السلة في سبورتس رفرنس.كوم (الإنجليزية)
- جستين كارتر على موقع ريلجم (الإنجليزية)
- جستين كارتر على موقع بروبوليرز (الإنجليزية)
- جستين كارتر على موقع سبورتس رفرنس (الإنجليزية)